# Darwen
Darwen is een civil parish in het bestuurlijke gebied Blackburn with Darwen, in het Engelse graafschap Lancashire met 28.046 inwoners.